# Quatipuru
Quatipuru é um município brasileiro do estado do Pará, pertencente à Mesorregião do Nordeste Paraense na microrregião Bragantina. Localizado à uma latitude 02º25'08" sul e à longitude 48º09'08" oeste, estando a uma altitude de 29 metros. Sua população estimada em 2016 era de 13.142 habitantes.
Possui uma área de 324,252 km².

## Etimologia
Inicialmente chamado de  devido ter na terra muitas capivaras silvestres que eram valentes; Posteriormente, devido a existência de vários esquilos de nome quatipuru ao redor do povoado de Valentim, os moradores mudaram para o mesmo nome do roedor.

## História
Em fevereiro de 1622, foi criada a Capitania de Gurupi, doada por Felipe III a Gaspar de Sousa, Governador Geral do Brasil na época.
Em 1633 Francisco Coelho de Carvalho deu ao filho, Feliciano Coelho de Carvalho, a Capitania de Gurupi, doação em virtude da reclamação de Álvaro de Souza, filho de Gaspar de Souza, junto à Côrte de Madrid, porém foi desaprovada tal doação e confirmada para Álvaro de Souza. Expulsando o morador pescador Raimundo Alves Piranha com a família do povoado de Caeté (origem do município de Bragança à margem do Rio Caeté).
Raimundo Alves navegou pelo rio, onde encontrou um local para fazer moradia. Com o povoado de Caeté sendo abandonado, outras pessoas vieram morar na terra descoberta por Raimundo, em 1653 já haviam 78 moradores. Construíram uma pequena capela, em 1696 chegaram mais 8 famílias do povoado de Bragança, fixando residência no local e deram o nome da terra de Valentim.
Nas agitações políticas que tiveram lugar na Província do Grão-Pará, em 1835, o povoado de Valentim, constituiu ponto de passagem dos foragidos que procuravam o Maranhão para fugirem à sanha dos rebeldes que tudo dominavam. Em 1838, chegaram ao povoado de Valentim os Senhores Manoel dos Reis Lisboa e Joaquim dos Reis Lisboa, onde passaram a residir em casas de sobrados que mandaram construir. Nesse ano Valentim tinha aproximadamente 316 habitantes e numa outra localidade próxima, chamada de Ilha do Titica, descoberta pela Sinhá Henriqueta, existiam 14 escravos, aonde surgiu a dança da Marujada com o ritmo do Carimbó, na época natalina.
Em 1845, devido existir nos arredores do povoado de Valentim muitos animais roedores (esquilos) chamados de quatipuru, os moradores locais passaram a chamar o povoado de Quatipuru. Nesse ano construíram uma Igreja no local da capelinha de Nossa Senhora de Nazaré, onde hoje existe a Matriz da Padroeira, Nossa Senhora de Nazaré.
Em 1863 veio residir no povoado de Quatipuru o coronel Leandro Pinheiro, da cidade de Viseu. No mesmo ano Quatipuru passou à categoria de Vila, e logo se realizou eleição para intendente. O coronel Leandro Pinheiro candidatou-se, vencendo o pleito, passando a governar a própria vila de Quatipuru e a Vila de Mirasselvas (atual município de Capanema).
Em 1867, houve nova eleição para o mesmo cargo, vencendo o coronel César Augusto Pinheiro, levando a intendência para a Vila de Miraselvas, lá permanecendo 6 anos quando em 1873, nova eleição foi realizada e Leandro Pinheiro venceu novamente, trazendo a intendência de volta a vila, permanecendo cerca de 16 anos. Em 1889, houve outra Eleição, nova vitória do coronel Leandro Pinheiro vencendo seu maior adversário, o coronel César Augusto Pinheiro.
Em 1890, chegava nesta Vila o Padre Arão, estimado por sua dedicação de ensino e catequese. Em 1916 chegava o padre Leandro Pinheiro (prefeito em Belém do Grão-Pará), que passou a ser vigário da vila.
Em 1920 houve nova eleição e João Pessoa candidatou-se, vencendo o pleito levando a Intendência para a vila de Capanema (que nesse mesmo ano foi elevado à categoria de município) permanecendo durante 04 anos quando em outra eleição o Coronel Leandro Pinheiro venceu já como prefeito.
Em 1955, Quatipuru foi elevado a Município conforme a Lei n.° 1.127 (de 11/03/1955) sendo desmembradas do município de Capanema. Porém, em 4 de outubro do mesmo ano, a lei de emancipação, de autoria do deputado estadual Augusto Corrêa, foi considerada inconstitucional pelo Supremo Tribunal Federal e Quatipuru voltou a ser distrito de Capanema até 29 de dezembro de 1961, quando o governador Aurélio do Carmo criou o município de Primavera, conforme Lei n.° 2.460 (com o prefeito José Carlos Monteiro Raimundo), sendo que Quatipuru passou a constituir o novo município de Primavera durante 33 anos.
Em 1982, elegeu-se Prefeito um quatipuruense nato, chamado Antônio Moraes do Nascimento (Dico Taumaturgo).
Em 21 de abril de 1994, a população de Quatipuru foi às urnas para decidir em plebiscito a emancipação, onde o "Sim" foi a maioria, cerca de 95%. Enfim, em 5 de outubro a Lei Estadual nº 5 859 recriou o Município de Quatipuru, sancionada pelo então Governador Carlos Santos, sendo suas terras desmembradas do município de Primavera, ficando Quatipuru constituído por sede a cidade de Quatipuru, Vila de Boa Vista, povoado do Cumaru e do Macaco, além de outras comunidades.

## Geografia
Localiza-se no norte brasileiro, a uma latitude 00º53'49" sul e longitude 47º00'19" oeste, estando a uma altitude de 29 metros do nível do mar. O município possui uma população estimada em 13 142 mil habitantes distribuídos em 326,113 km² de extensão territorial.

## Economia
A principal fonte de renda é a pesca e também o artesanato. Tem como festas principais a marujada, em dezembro e a Festa do Caranguejo, em julho e no Distrito de Boa Vista tem a Festa da gó, que também é realizada no mês de  julho.

## Distritos
A partir de julho de 2015, Boa Vista passa até o título de Distrito, sendo o primeiro no município, depois da sede. Este título só foi possível graças a determinação da comissão formada pelos senhores Manoel Lisboa (Serginho), Antonio Carlos Lisboa (Ginho), Gessé Gomes e Ari Lisboa, que formalizaram uma petição pública com apoio da população local. A Câmara Municipal aprovou a lei municipal em novembro de 2014 e o prefeito Hélio Brito a sancionou e nomeou o Senhor Manoel Lisboa (Serginho), líder da comissão, a Agente Distrital.